# Ваганов, Игорь Александрович
Игорь Александрович Ваганов (1 июля 1959, Ростов-на-Дону, СССР) — российский художник, журналист, видеомейкер и продюсер. Культуролог и музыкальный критик, радиоведущий. Организатор и участник множества медиа и арт-проектов в России и за рубежом.

## Биография
Родился 1 июля 1959 года в Ростове-на-Дону. В возрасте шести лет пытался поджечь Ростовский музей изобразительных искусств на Пушкинской в знак протеста против представленного в нём искусства. В семь лет создал собственный уличный детский кукольный театр. В восемь лет среди учеников своей школы создал отряд "Красных следопытов", отмеченный районной комиссией по делам несовершеннолетних. Был награждён почетной грамотой за проведение международных политсеминаров в пионерском лагере. В период с 1967 по 1969 г.г. побеждал в районном конкурсе чтецов на лучшее стихотворение о Ленине. Был награждён юбилейной почетной грамотой к 100-летию со дня рождения В.И.Ленина. В 1974 году был выгнан из Ростовской художественной школы спустя месяц после зачисления за несоответствие принципам соцреализма. В 1974 году создал свою первую школьную рок-группу «The Stream». В 1974 году создал первый из известных в СССР специализированный иллюстрированный музыкальный журнал «Hallo».
Участвовал в деятельности городского клуба для старшеклассников «ЭТО», занимался пантомимой в легендарной студии Юрия Попова.
Принимал участие в донском движении сюрреализма (1976—1981), в многочисленных художественных акциях, поэтических вечерах, перфомансах и театральных хэппенингах. Был отмечен как участник беспорядков и погромов на печально известном выступлении польской рок-группы "Niebiesko-Czarni" (Сине-черные) в ростовском Дворце спорта весной 1976 года.. В 1978 году был приглашен вести детскую студию изобразительного искусства в городском Дворце пионеров.
В 1980 году принимал участие в организации и сценографии вечера памяти Джона Леннона и первого брейк-фестиваля на Дону в павильоне «Экспресс» (ныне Культурно-спортивный комплекс «Экспресс»), закончившегося скандалом с вмешательством правоохранительных органов. В ангажированном материале на страницах местной "молодежки" по итогам фестиваля, успех мероприятия был отмечен как заслуга городского комитета ВЛКСМ, а организаторы названы "мучениками от культуры"...
В 1981—1982 годах участвовал в подготовке позже запрещенного рок-фестиваля «Opus», Вильнюс, Литва.
В 1982 году принял участие в областной выставке произведений художников «Мое отечество — СССР». По итогам выставки был назван самым успешным молодым дебютом и отмечен почетной грамотой «за большой вклад в дело коммунистического воспитания трудящихся, высокий уровень организации культурного обслуживания тружеников области».
В 1984 году выполнил сценографию спектакля «Малыш и Карлсон» в постановке детского театра Дворца культуры Железнодорожников им. Ленина (Лендворец).
В ночь с 15 на 16 мая 1984 года, после скоропостижной смерти отца, вынес и сжег возле дома свыше 100 своих живописных полотен; родным удалось спасти и спрятать лишь несколько работ. К изобразительному искусству и рисованию смог вернуться лишь спустя 10 лет, одним из первых занявшись экспериментами с цифровой живописью и графикой.
В 1985 году организовал рок-балет «Макияж», два месяца спустя с успехом дебютировавший на праздничном вечере молодежи и студентов в ростовском Дворце спорта.
В 1986 году принимал участие в музыкальной группе трио «Леди Макбет МУ» (Леди Макбет Мценского уезда, по повести Николая Лескова; позднее «Леди Макбет МЧ»), созданном иностранными учащимися ростовского РИСХМа (ныне Донского государственного технического университета (ДГТУ) из ГДР, Польши и Венгрии. Группа играла странную смесь тяжелого блюза и фри-джаза, с использованием электроакустики и field recordings.
Осенью 1987 года играл на ударных в первой группе Германа Дижечко «Tora! Tora! Oss!»..
С 1988 года работал постоянным ведущим музыкальной рубрики «РБН» (Рубрика Без Названия) в ростовской областной молодёжной газете «Комсомолец». В период с 1988 по 2008 года работал журналистом по культуре и сотрудничал с многочисленными изданиями, в числе которых «Известия-Юг», «Московский комсомолец-на-Дону», «Донская панорама», «Город N», «Pleasure», «Абсент», «Style», «69», «Ваш капитал», «Re: публика» (Ростов-на-Дону, Россия), «Энск» (Новосибирск, Россия), Tango (Литва), Descent (Британия-США), Ongaku Otaku (США-Япония), Occidental Congress (Италия), Runen (Франция) и др.
С сентября 1988 года издавал в самиздате собственной печатный проект — газету «Рок-ОПО» (Рок в оппозиции), первое иллюстрированное независимое издание на Дону. В обзоре российского самиздата «Программа А» назвала «Рок-ОПО» «самым необычным и уникальным изданием в российском музыкальном самиздате».
В 1988—1989 годах участвовал в организации и сценографии фестивалей ростовского рок-клуба «Рок-дебют»(Рок-707) и «Закрытая зона».
В апреле 1989 года выпустил в самиздате свою книгу «Расскажите Троицкому новости» / «Tell Troitsky the news» (Донский бит и как с ним бороться). В течение нескольких лет тесно сотрудничал с известной литовской Ассоциацией организаций молодёжного досуга «Centras» (позже «Los Centras») под руководством Гинтаутаса Бабравичюса (Gintautas Babravičius), основателя первой независимой радиостанции в пост-СССР «Radio Vienos» (Радио 1, позже «Radiocentras»), организатора «Рок-маршей по Литве» (Roko Maršų per Lietuvą), международных рок-фестивалей «Рок-Форум» и «Вильнюс Рок», концертов многочисленных западных рок-исполнителей, международных фестивалей «Вильнюс Джаз».
В 1990 году выступил с серией лекций в Таганроге по альтернативной музыкальной культуре «Independent: Независимая сцена сегодня».
В апреле 1990 года создал на ростовском областном радио телерадиокомпании "Дон-ТР" музыкально-информационную программу по альтернативной и независимой рок-сцене «Ку-Ку Эфир» (первую, наряду с программой «Тихий парад» Романа Никитина в Москве, т. н. альтернативную музыкальную радио-программу в экс-СССР). Познакомился с одной из ведущих фигур нью-йоркского no wave и авангарда Лидией Ланч и одним из самых известных менеджеров британской музыкальной культуры Питером Дженнером (Pink Floyd, Mark Bolan & T. Rex, Clash). Сотрудничал с ростовским проектом «Пекин Роу-Роу».
Осенью 1990 года создал музыкальный альманах по вопросам независимой культуры «Крик» (совместно с известным журналом «Гучномовецъ», Киев). Это было первое «международное» объединение в самиздате с привлечением всех лучших творческих и организаторских сил страны: ведущих рок-журналистов, фотографов, организаторов акций и фестивалей, продюсеров, музыкантов. По определению энциклопедии русского музыкального самиздата «Золотое подполье», журнал «Крик» был назван «наиболее полной и исчерпывающей хроникой культурных движений в нашей стране того периода».
Летом 1991 года был член оргкомитета ежегодного международного музыкального фестиваля «Формула-9», Ростов-на-Дону.
В 1992 году работал A&R-директором российского представительства литовско-британской фирмы грамзаписи «Blue Baltic Records», одного из первых независимых музыкальных лейблов в бывшем СССР. Помимо собственной издательской музыкальной продукции, выступал дистрибьютором Zona Records (Вильнюс, Литва), Fee-Lee (Москва, Россия), книг и журналов разной музыкальной направленности.
Летом 1992 года создал «Радио Амадеус» — первый «альтернативный» музыкальный радио-эфир на Дону. В 1992 году стал одним из создателей в Ростове-на-Дону первой независимой радиостанции «Радио Провинция», выступил её идеологом и музыкальным редактором. Был одним из соучредителей Радио 103..
Завершил работу над книгой «Wild World of Lydia Lunch» (редактор книги Артемий Троицкий). Начал формирование проекта «Achtung Baby!», «самого крупного в Ростове покушения на родной язык со времен публикации „Проекта Устава Города“», — по выражению издания «Комсомольская правда-на-Дону». Совместно с Кириллом Серебренниковым работал над фильмом памяти лидера группы «Пекин Роу-Роу», художника и музыканта Сергея Тимофеева — «Шиги-Джиги, или все будет хорошо…». На базе дистрибьюторской деятельности «Blue Baltic Records Russia» была создана фирма «Бомба-Дон».
В 1993 году выступил соорганизатором концерта памяти ростовского художника и музыканта Сергея Тимофеева, Зелёный театр, Ростов-на-Дону.
С осени 1995 года осуществлял ретрансляцию радиопрограммы «Achtung Baby!» в Амстердаме на Radio Hundred, при поддержке известного лейбла экспериментальной музыки Staalplaat, Голландия.
В июле 1997 года создана Интернет-версия «Achtung Baby!». Участвовал в виртуальной художественной выставке (mail-art), посвящённой памяти Уильяма С. Берроуза и юбилею его романа «Nova Express» в Бельгии (арт-кафе «Chez Lulu»).
В феврале 1998 года к десятилетию «Achtung Baby!» начал работу над компиляцией «Ten Years of Madness (Behind the Iron Curtain)» (Десять лет безумия за железным занавесом). Законченная и реализованная в 2000 году, эта работа была отмечена целым рядом отечественных и европейских специализированных изданий как один из самых интересных проектов года.
В 2000 году создал собственный музыкальный лейбл «Achtung Baby!». Принимал активное участие в организации и проведении в Москве международных фестивалей электронной музыки «Landschaft» и «Архаика и технология» (совместно с Cold Lands), организации в Ростове фестиваля экспериментальной электронной музыки «Virus Infection».
В 2001 году открыл и вёл в газете «Московский комсомолец — Юг» постоянную рубрику «Арт-Хауз» с обзорами и новостями независимой культуры в стране и за рубежом в области кино, театра, музыки, литературы, пластического и визуального искусства.
В 2002 году в «Митином журнале» опубликованы главы из книги Игоря Ваганова о Лидии Ланч («The Wild World of Lydia L») и первых в России переводов её литературных эссе и фрагментов романа «Парадоксия».
В 2004 году был отмечен немецким культурным центром Институт имени Гёте (Goethe-Institut) за активное участие в реализации проектов в рамках Года культуры Германии в России 2004 и Российско-Германских культурных встреч 2003-2004.
В 2005 году организовал серию специальных арт-проектов в Ростове-на-Дону: акция-квартирник «Свои» и фестиваль неформатного кино «Чужие!», позже названный рядом российских СМИ «первым и единственным фестивалем андеграунд-кино в России».

## Наиболее известные проекты и выставки
- 2022 — «Death Day». Международная выставка 1989: The Postcollapse In Art And Culture. CCAG / MPAC, Лос-Анджелес, Калифорния, США.[27][28][29].
- 2022 — «Death Day». Международная выставка 1989. MinEastry of Postcollapse Art and Culture (MPAC), Портленд, США.[30].«Российский художник и рок-журналист Игорь Ваганов объединяет усилия с английской группой Revolutionary Army of The Infant Jesus, чтобы написать пронзительное размышление о жизни, духе и смерти. Вплетая поэзию Арсения Тарковского в свой аудиовизуальный ландшафт, этот чувственный опыт задерживается на вещах, которые по-прежнему важны для нас в мире, который мы теряем. Для Ваганова «снимать это все равно, что полоскать рот осколками битого стекла».[31].
- 2020 — Участие в выпуске нового альбома британской группы Revolutionary Army of the Infant Jesus «Songs Of Yearning / Nocturnes» (оформление/artwork).[32].
- 2019 — С лета 2019 является постоянным ведущим авторской программы Les Chants De Maldoror (Песни Мальдорора) на независимом Radio KG онлайн.[33].
- 2019 — «Death Day». 14-й Международный фестиваль Европейского кино MUCES — International Film Festival 14 Muestra de Cine Europeo MUCES. Спецпрограмма: презентация лучших фильмов фестиваля MADATAC X, Мадрид. Музей Современного Искусства Эстебана Висенте (Museo Esteban Vicente), Сеговия, Испания.[34].
- 2019 — «Death Day». Официальный отбор. Festival Internacional de Arte Eletrônica TIMELINE: BH#5. Cine Sesc Palladium, Belo Horizonte, Бразилия.[35].
- 2019 — «Death Day». Официальный отбор. Международный фестиваль электронного искусства и технологий FILE — Electronic Language International Festival. Сан-Пауло, Бразилия.[36].
- 2019 — «Декабрь» (Русская элегия). Официальный отбор. Конкурсный показ. Всероссийский фестиваль «Арткино». Москва, Россия.[37].
- 2019 — «Death Day». Официальный отбор. Специальный приз «Особое упоминание жюри фестиваля» (Honorable Award). 10-й Международный фестиваль новых медиа, видеоарта и аудиовизуальных технологий MADATAC X. Мадрид, Испания.[38].
- 2018 — «Декабрь» (Русская элегия). IX Международный фестиваль авторского кино «Киноликбез», программа "Киноэссе", Интеллектуальный кластер Игры Разума, Молодёжный центр Союза кинематографистов Санкт-Петербурга, Санкт-Петербург, Россия.[39].
- 2018 — «Death Day». Официальный отбор. 8-й Международный фестиваль видеоарта Festival Internacional de Videoarte FIVA 8. Centro Cultural San Martín, Буэнос-Айрес, Аргентина.[40].
- 2018 — «Hieronymus». Анимация, короткий метр, по мотивам картины «Сад земных наслаждений», к 500-летнему юбилею Иеронимуса Босха и приуроченной к этой дате выставке в Голландии, оригинал образы Иеронимус Босх, музыка Йохан Йоханнссон. Памяти Йоханнссона (1969—2018).
- 2018 — «Декабрь» (Русская элегия). Официальный отбор. 28-й Международный фестиваль кино и музыки Mediawave «Another Connection», международная конкурсная программа, категория «Экспериментальное кино». Fort Monostor, Komárom, Венгрия.[41].
- 2016 — «Путешествие на край ночи» — фильм о Вроцлавском индустриальном фестивале, съемки которого велись в 2014 году. Полный метр, документальный, видеоарт, музыкальный, роуд-муви, с интервью, фрагментами выступлений и цитатами из Селина.
- 2016 — «Декабрь» (Русская элегия) — короткий метр, экспериментальное кино, пикториализм, на музыку американского композитора Майкла Гордона и стихи Бродского. Когда «…. чернила честнее крови». "Это очень личный фильм, снятый в период с декабря 2015 по февраль 2016. Это фильм-состояние, как и большинство моих работ. Фильм не снятый, а нарисованный камерой… "(из письма к Петеру Черкасски, май 2016 г.)[42].
- 2015 — Показ в рамках международного проекта NOISEroom от Monochrome Vision, ретроспективный показ, премьера «Fin. Finito. Infinito», Creative Space, Ростов-на-Дону, Россия.
- 2014 — Участие в XIII Вроцлавском индустриальном фестивале со специальным проектом — аудио-визуальной инсталляцией «Death Day» (совм. с группами Job Karma и The Magic Carpathians Project), «наиболее важным проектом года», «не о смерти как физической величине — хотя это очень физический проект, мы снимали его как полоскание рта осколками битого стекла (…), он о духовной смерти, о мире который мы теряем и который уходит. О том продолжающем оставаться для нас важным в этом мире. И он о культуре которую мы несем всю свою жизнь до самой смерти…». Проект открытия фестиваля, три видео-экрана, 6 ноября, клуб Eter, Вроцлав, Польша[3][43][44].
- 2014 — Международная выставка Park Art Fair International © 2014, «Honorable Mention», Triberg, Schwarzwald, Германия[45].
- 2013 — Приглашение в жюри XII Международного Канского видеофестиваля (председатель жюри Нана Джорджадзе), большая авторская видео-ретроспектива, аэропорт, Канск, Сибирь, Россия[3].
- 2013 — Совместный проект с Юрием Шабельниковым «Скандальная выставка» (не реализовано) для Pechersky Gallery, Форте-дей-Марми, Италия[46].
- 2013 — Совместный проект с Vito Pace [47] (Италия) «Reflections on Landscape’s social democracy[48]», Восьмая Ширяевская биеннале современного искусства, Основной проект, «Экран: между Европой и Азией», Самара, Россия.
- 2013 — Артворк для международного проекта «Attich-Ebulum», посвященного Сидонии фон Борк (Sidonia von Borce, 1548—1620), Santa Sangre Sounds, Польша[3][49].
- 2013 — Участие в издательском проекте «Come Lupi Tra Le Pecore», Storia e ideologia del black metal nazionalsocialista, Davide Maspero, Max Ribaric, Tsunami Edizioni, Италия.
- 2012 — Шорт-лист Международной выставки/конкурса Park Art Fair International © Geneva 2012, Женева, Швейцария.
- 2012 — Международный фестиваль независимого кино «2morrow/Завтра», главный редактор официального сайта фестиваля, Москва, Россия.
- 2012 — «L’etude». Конкурсная программа. Toronto Urban Film Festival (TUFF). Торонто, Канада.[50].
- 2012 — Фестиваль визуальной поэзии Poeza 347, премьера видео «The Ceremony», Ростов-на-Дону, Россия[51].
- 2012 — «Орландина» — Персональная выставка новых работ, премьера видеоарт инсталляции «Сердце из стекла» (Heart of Glass, 2011), beacon artist union (bau Gallery), Бикон, штат Нью-Йорк, США[3][52].
- 2012 — Международный фестиваль ID — Imagery Dimension, International Festival for art+innovation, Лондон-Нью-Йорк, Великобритания-США.
- 2012 — Международная выставка диджитал-арт Transformation — Discover the Digital World, СI.Gallery, Люксембург.
- 2012 — Международный арт-проект Mein Atelier — My Studio, Штутгарт, Германия.
- 2011 — Художник по видео | видеоарт для спектакля «Белоснежка и семь гномов» (реж. Юрий Попов), Ростовский академический молодёжный театр, Ростов-на-Дону, Россия[53][54].
- 2011 — Художник по видео | видеоарт для спектакля «Махнемся?!» (реж. Михаил Борисов), Московский драматический театр им. М. Н. Ермоловой, большая сцена, Москва, Россия[55].
- 2011 — Международный конкурс | выставка Changes, СI.Gallery Люксембург.
- 2011 — Международный арт-проект Europe — Eurooppa, Хельсинки, Финляндия.
- 2011 — Девятый открытый Международный литературный Волошинский конкурс 2011 в категории «видео-поэзия», Коктебель, Крым.
- 2011 — Международный дизайн-конкурс Laminate x Mark Ryden Design Competition, Лондон, Великобритания.
- 2011 — Организация и проведение первого российского тура шведской группы Ordo Rosarius Equilibrio «Evil men have no songs», специальный показ видеоарта на выступлении группы в Ростове, Клуб «Подземка», Ростов-на-Дону, Россия[56].
- 2011 — Выставка в рамках международной акции «Ночь в музее», видеопоказ, премьера «Archangelsk», Таганрогский художественный музей, Таганрог, Россия[57].
- 2011 — Первая Открытая Городская Выставка Стихов, Ростов-на-Дону, Россия[58].
- 2010 — Вторая международная выставка Park Art Fair International © Geneva 2010, премьера «Mátame, por favor! [Toro]» Женева, Швейцария.
- 2010 — Видеоарт «Слепые. Disconnect» (акция «Слепые. Disconnect» арт-группы «Мир»). Галерея «Вата», Ростов-на-Дону, Россия[59].
- 2010 — Съемки фильма «Synergos: 24» (All Summer in a Day) в рамках международного конкурса Life in a Day (YouTube), Таганрог, Россия[59][60][61][62].
- 2010 — Видео-инсталляция Agios/Кома (совм. с Владимиром Хиршем), Прага, Чехия.
- 2010 — Международная выставка EUtopia, СI.Gallery Люксембург.
- 2010 — Международная выставка International Exhibition 2010 Surrealism, Коимбра, Португалия.
- 2010 — Международный конкурс State of Creation, СI.Gallery Люксембург.[63].
- 2010 — Лауреат выставки-конкурса «Есть у улицы лицо». Музей современного изобразительного искусства на Дмитровской, Ростов-на-Дону, Россия[64].
- 2010 — Международный проект Planet Earth, Planet Art (Greenpeace), Лондон, Великобритания.
- 2010 — Международный конкурс Power of Self, Нью-Йорк, США.
- 2009 — Лауреат международной выставки Park Art Fair International © Geneva 2009, 2-е место в «Best in Show Arward» и «Grand Prix Public Award» Женева, Швейцария.
- 2009 — Представление своих видеоработ в рамках арт-проекта «Клац», Ростов-на-Дону, Россия.
- 2009 — Персональная выставка в рамках медиа-арт проекта «Грани.net». РОМИС, Ростов-на-Дону, Россия[65][66].
- 2009 — Международная выставка в Mount Beacon Fine Art Gallery, Нью-Йорк, США.
- 2009 — Международный проект Freedom & Art в поддержку Аун Сан Су Чжи (Amnesty International), Нью-Йорк, США.
- 2008 — Лауреат международной выставки Art Now 2, Diploma of Excellence (Honorable Award), Лондон, Великобритания.
- 2008 — Представление работ в канадском арт-журнале «Abort Magazine», Ванкувер, Канада.
- 2007 — Лауреат арт-конкурса компании Сэма Клебанова «Кино без границ» и проекта «Кое-что о японском кино», Москва, Россия.
- 2006 — Второй ежегодный международный фестиваль неформатного кино «[другие] Чужие!», Ростов-на-Дону, Россия[67][68].[69]
- 2005 — Международный фестиваль авангардного экспериментального кино и видеоарта «Чужие!», Ростов-на-Дону, Россия[70][71][72][73][74][75].
- 2005 — Акция арт-проект «Свои», Ростов-на-Дону, Россия[76][77][78].
- 2004 — Главный приз в европейском Интернет-конкурсе виртуального искусства «thepluginsite.com», Германия[79].
- 2004 — «Художник месяца» в специализированном арт-журнале «Roi Designs Magazine», США[80].
- 2003 — Работа над двухлетним спецпроектом «Die Bleiernee zeit», посвященном Ульрике Майнхоф (RAF, Фракция Красной Армии)[81].
- 2003 — Участие в коллективной общегородской выставке «И поладили люди с котом» («Кошки в произведениях изобразительного искусства»). РОМИС, Ростов-на-Дону, Россия[82]
- 2002 — Персональная экспозиция виртуальной графики в рамках открытия первого ежегодного фестиваля европейского независимого кино «Art-Эрия», Ростов-на-Дону, Россия, к/т «Буревестник».
- 2002 — Гран-при Парижского музея виртуального искусства, Париж, Франция.
- 1997 — Участие в международной арт-выставке, посвященной памяти Уильяма С. Берроуза и юбилею его романа «Nova Express», арт-кафе «Chez Lulu», Брюссель, Бельгия.
- 1988 — Рождение интерзоны «Achtung Baby!»[3][83][84][85].

## Избранная фильмография
- 2020 — Pandæmonium
- 2018 — Иеронимус
- 2016 — Путешествие на край ночи
- 2016 — Декабрь
- 2015 — Fin. Finito. Infinito
- 2015 — Grey
- 2015 — Реквием. PS
- 2014 — Бэкстейдж: Roma Amor
- 2014 — Death Day
- 2014 — Mnemophobia
- 2014 — Одуваны monamur
- 2014 — Саломея
- 2013 — Антигравитация
- 2013 — Sugarbread
- 2013 — Без запаха
- 2013 — 71°10' | 25°47'
- 2012 — Кобальт
- 2012 — Церемония
- 2012 — Порно
- 2011 — Сбой
- 2011 — Invocation
- 2011 — Сердце из стекла
- 2010 — Синергия 24
- 2010 — Дисконект
- 2010 — Кома
- 2010 — Этюд
- 2009 — На грани
- 2009 — Деказия
- 2009 — Коллапс
- 200? — Уикенд
- 2009 — Ноктюрн
- 2005—2009 — Мой Бродский